# Teresa Wright

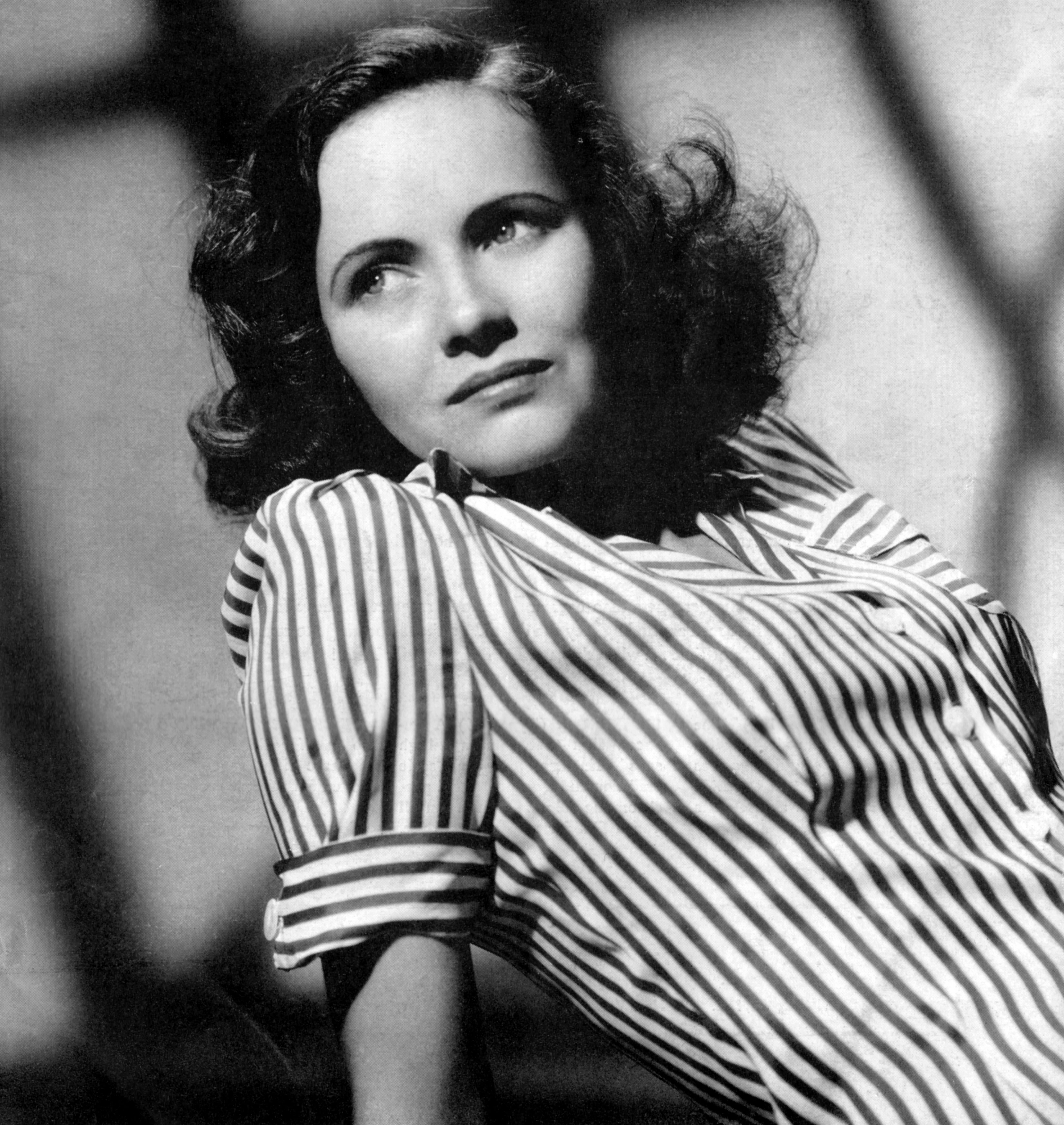
In Shadow of a doubt (1943)

Muriel Teresa Wright (Harlem (New York), 27 oktober 1918 – New Haven, 6 maart 2005) was een Amerikaans actrice. Zij won eenmaal een Oscar.

## Leven en werk

### Jeugd
Wright groeide op in Maplewood (New Jersey). Toen ze op de middelbare school zat, raakt ze geïnteresseerd in acteren en bracht haar zomers door in theaters. Na haar diploma-uitreiking in 1938 verhuisde ze terug naar New York. Hier werd ze de understudy van Dorothy McGuire (en later Martha Scott) in het toneelstuk Our Town. Toen Scott vertrok voor Hollywood, nam Wright de rol over.

### Hollywood
In 1939 kreeg ze de rol van Mary Skinner in het toneelstuk Life with Father, die ze twee jaar speelde. Ze werd ontdekt door een talentenjager en werd aangenomen door Samuel Goldwyn. Wright vertrok naar Hollywood en werd tegenover actrice Bette Davis gecast in de film The Little Foxes (1941). Ze kreeg onmiddellijk een filmcontract voor vijf jaar en werd genomineerd voor een Academy Award voor Beste Vrouwelijke Bijrol. Ze verscheen al snel in meer films. Ze kreeg een Oscar voor "Beste Vrouwelijke Bijrol", in Mrs. Miniver (1942) en werd genomineerd voor "Beste Actrice" voor haar rol in The Pride of the Yankees. Wright was de eerste actrice met een Oscar-nominatie voor elk van haar eerste drie rollen.
In 1943 gaf Goldwyn de actrice toestemming om tijdelijk te werken in Universal Studios. Hier speelde ze de hoofdrol in Alfred Hitchcocks klassieker Shadow of a Doubt (1943). Wright koos haar filmrollen zorgvuldig uit en verscheen in enkele klassiekers, waaronder het oorlogsdrama The Best Years of Our Lives (1946), maar Oscar-nominaties kreeg ze niet meer. Ze rebelleerde tegen het systeem van studio's. Ze vond het afschuwelijk afhankelijk te zijn van een studio en probeerde onder haar contract uit te komen. Goldwyn ontsloeg haar dan ook in 1948, toen ze weigerde haar aankomende film Enchantment te promoten. Ze liet weten nooit spijt te hebben gehad van haar keuze, waarmee ze haar inkomen van $5.000 per week verloor.

### Latere jaren
Wright behaalde nog enkele successen bij andere studio's. Zo was ze tegenover Marlon Brando te zien in The Men (1950). Over het algemeen hadden haar latere films minder status dan haar projecten uit de jaren veertig, hoewel juist haar aandeel doorgaans werd geprezen. Ze keerde in 1962 terug naar het theater en bleef optreden tot in de jaren tachtig. Daarnaast richtte ze zich op de televisie-industrie en was in verschillende series te zien. Ze werd driemaal genomineerd voor een Emmy Award voor haar gastrollen, in 1957 in The Miracle Worker, in 1960 in The Margaret Bourke-White Story en in 1989 in Dolphin Cove. In haar latere carrière speelde ze rollen in films als Somewhere in Time (1980) en The Rainmaker (1997).
Wright overleed aan een hartaanval. Ze kreeg postuum twee sterren op de Hollywood Walk of Fame.